# The Electrifying Aretha Franklin
| Recensione    | Giudizio |
| ------------- | -------- |
| AllMusic      |          |
| 24.000 dischi |          |

The Electrifying Aretha Franklin è un album della cantante soul statunitense Aretha Franklin, pubblicato dalla Columbia Records nell'aprile del 1962 .

## Tracce

### LP
(1962, Columbia Records, CL 1761/CS 8561)
Lato A
1. You Made Me Love You – 2:18 (testo: Joseph McCarthy – musica: James Vincent Monaco) – Registrato il 21 dicembre 1961 al Columbia Records Studios, New York
2. I Told You So – 2:43 (John Leslie McFarland) – Registrato il 7 novembre 1961 al Columbia Records Studios, New York
3. Rock-a-Bye Your Baby With a Dixie Melody – 2:21 (testo: Sam M. Lewis, Joe Young – musica: Jean Schwartz) – Registrato il 16 agosto 1961 al Columbia Records Studios, New York
4. Nobody Like You – 2:20 (James Cleveland) – Registrato il 25 gennaio 1962 al Columbia Records Studios, New York
5. Exactly Like You – 2:35 (testo: Dorothy Fields – musica: Jimmy McHugh) – Registrato il 25 gennaio 1962 al Columbia Records Studios, New York
6. It's So Heartbreakin' – 2:40 (John Leslie McFarland) – Registrato il 7 novembre 1961 al Columbia Records Studios, New York

Durata totale: 14:57
Lato B
1. Rough Lover – 2:52 (John Leslie McFarland) – Registrato il 7 novembre 1961 al Columbia Records Studios, New York
2. Blue Holiday – 2:58 (Willie Denson, Luther Dixon) – Registrato il 25 gennaio 1962 al Columbia Records Studios, New York
3. Just for You – 2:23 (Joe Bailey, John Leslie McFarland) – Registrato il 21 dicembre 1961 al Columbia Records Studios, New York
4. That Lucky Old Sun (Just Rolls Around Heaven All Day) – 3:37 (testo: Haven Gillespie – musica: Harry Beasley Smith) – Registrato il 21 dicembre 1961 al Columbia Records Studios, New York
5. I Surrender, Dear – 2:44 (testo: Gordon Clifford – musica: Harry Barris) – Registrato il 16 agosto 1961 al Columbia Records Studios, New York
6. Ac-Cent-Tchu-Ate the Positive – 2:17 (testo: Johnny Mercer – musica: Harold Arlen) – Registrato il 25 gennaio 1962 al Columbia Records Studios, New York

Durata totale: 16:51

## Musicisti
A1, B3 e B4
- Aretha Franklin – voce
- Phil Bodner – sassofono
- Joe Wilder – tromba
- Mundell Lowe – chitarra
- Jimmy Rowser – contrabbasso
- Tommy Flanagan – pianoforte
- Teddy Sommer – batteria
- Gene Orloff – violino
- Julius Schachter – violino
- Arnold Eidus – violino
- Harry Katzman – violino
- Hinda Barnett – violino
- Anthony Bambino – violino
- Leon Frengut – viola
- Harold Furmansky – viola
- Peter Makas – violoncello
- George Koutzen – violoncello
- Richard Wess – direttore d'orchestra, arrangiamenti

A2, A6 e B1
- Aretha Franklin – voce, pianoforte
- Stanley Webb – sassofono
- James Richardson – sassofono
- Toots Mondello – sassofono
- Romeo Penque – sassofono
- Bernie Privin – tromba
- Joe Wilder – tromba
- Bernie Glow – tromba
- Jimmy Nottingham – tromba
- Jimmy Cleveland – trombone
- Urbie Green – trombone
- Robert Alexander – trombone
- Morty Bowman – trombone
- Bucky Pizzarrelli – chitarra
- Don Arnone – chitarra
- Bill Lee – contrabbasso
- Mo Wechsler – pianoforte
- Teddy Sommer – batteria
- Richard Wess – direttore d'orchestra, arrangiamenti

A3 e B5
- Aretha Franklin – voce, pianoforte
- Cal Massey – sassofono
- Robert Ascher – trombone
- Bucky Pizzarelli – chitarra
- Russ Savakus – contrabbasso
- Ernie Hayes – pianoforte
- Gary Chester – batteria
- Charles Libove – violino
- Bernard Eichenbaum – violino
- George Ockner – violino
- Harry Lookovsky – violino
- Harry Katzman – violino
- Sconosciute – cori femminili di sottofondo
- Bob Mersey – direttore d'orchestra, arrangiamenti

A4, A5, B2 e B6
- Aretha Franklin – voce, pianoforte
- Oliver Nelson – sassofono
- Jerry Dodgion – sassofono
- Joe Newman – tromba
- Al Grey – trombone
- Mundell Lowe – chitarra
- Larry Gales – contrabbasso
- Wynton Kelly – pianoforte
- Jimmy Cobb – batteria
- Richard Wess – direttore d'orchestra, arrangiamenti[5]

### Produzione
- John Hammond – produzione
- Henry Parker – foto copertina album originale
- Pete Welding – note retrocopertina album originale[6]

## Classifica singoli
Singoli
| Anno | Titolo del brano                         | Classifica | Posizione raggiunta |
| ---- | ---------------------------------------- | ---------- | ------------------- |
| 1961 | Rock-a-Bye Your Baby With a Dixie Melody | Hot 100    | 37                  |
| 1962 | I Surrender, Dear                        | Hot 100    | 87                  |
| 1962 | Rough Lover                              | Hot 100    | 94                  |